# Seznam würzburských biskupů

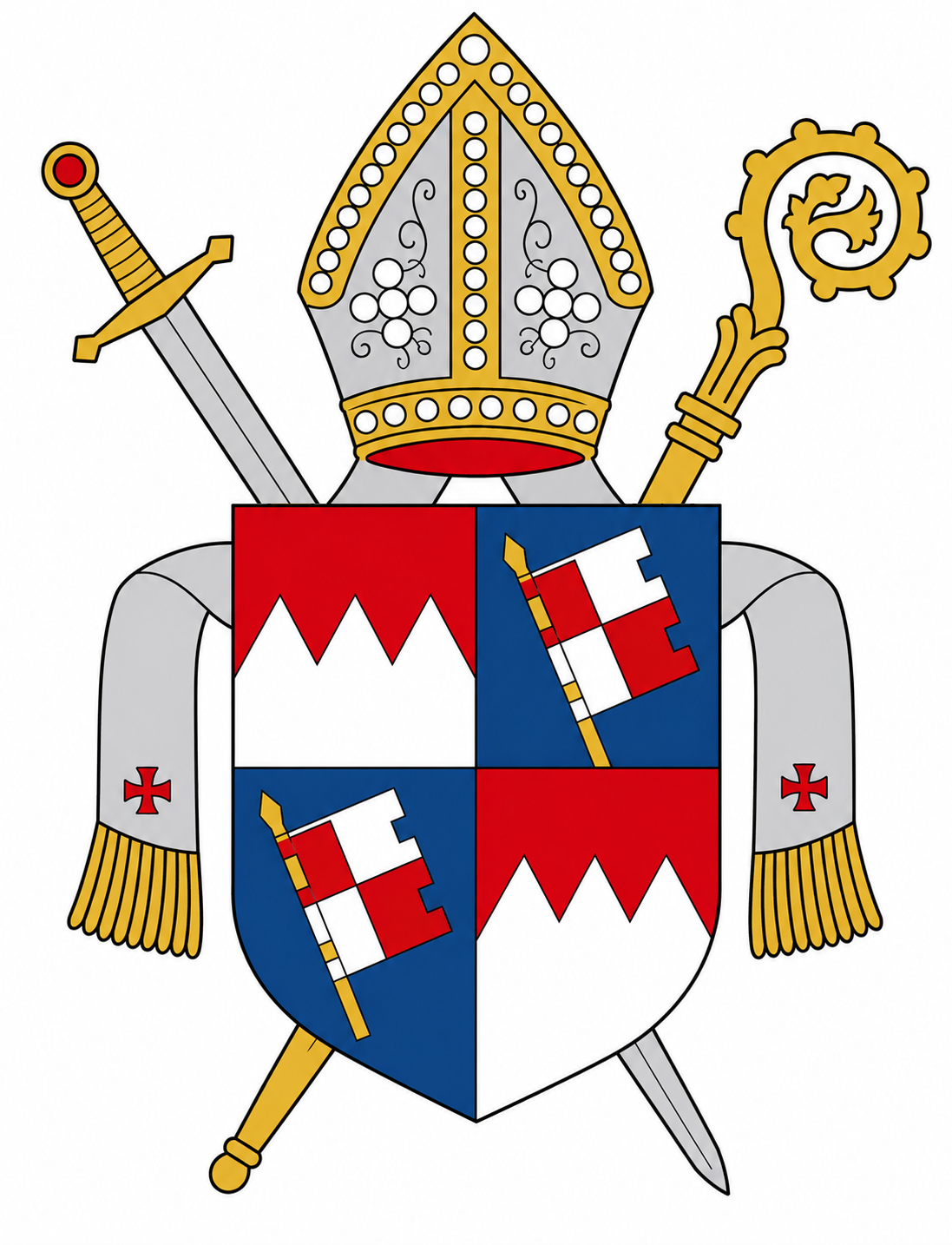
Moderní podoba znaku würzburské diecéze

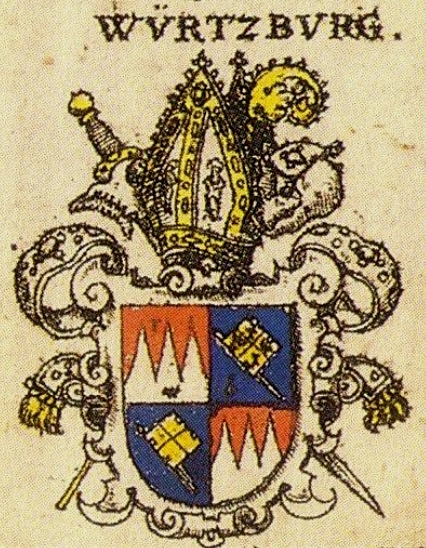
Erb würzburské diecéze podle Siebmacherova erbovníku z roku 1605

Toto je úplný seznam würzburských biskupů obsahuje chronologický sled biskupů od založení würzburské diecéze roku 742 do současnosti. Názory na chronologické pořadí jednotlivých würzburských biskupů se liší.
V letech 1168–1803 würzburští biskupové drželi také titul franckých vévodů. Jednalo se především o pokus Štaufů navázat na tradici Sálských. K očekávanému průlomu do velkoplošného státu však nedošlo, takže titul měl spíše symbolický význam. Würzburské knížecí biskupství se občas snažilo získat nadvládu v dnešním franckém regionu nad braniborsko-kulmbašskými a braniborsko-baroutskými markrabaty a biskupství v Bamberku. Se sekularizací biskupství připadl Würzburg v roce 1802 Bavorsku a – po mezidobí Würzburského velkovévodství (1806–1814) – znovu v roce 1814. Z církevního hlediska je würzburská diecéze od roku 1818 podřízena arcidiecézi bamberské jako sufragánní diecéze.
Po dlouhou dobu se biskupové rekrutovali z franských šlechtických rodů. Někteří biskupové byli zpočátku kanovníky würzburské katedrály sv. Kiliána (viz též seznam würzburských kanovníků). Někteří z nich byli činní i v jiných diecézích, zvláště často v personální unii s bamberskou diecézí.
Na počátku 18. století rytec Johann Salver vytvořil sérii portrétů biskupů. Ty jsou v seznamu uvedeny navzdory některým nejasnostem u raných biskupů.
Znak diecéze je tvořen čtvrceným erbem. Siebmacher ve svém erbovníku z roku 1605 zobrazuje v 1. a 4. poli franské hrábě typické pro Francké vévodství a ve 2. a 3. polích šikmou zlatou vlajku na modrém pozadí pro würzburskou diecézi. Erby jednotlivých biskupů obvykle obsahují v křížení vlastní rodový erb. Pokud není k dispozici vyobrazení erbu některého knížete-biskupa, je v seznamu částečně uveden rodový erb. Erby pocházejí z rané části Scheiblerovy erbovní knihy z poloviny 15. století a ze Siebmacherova erbovníku z roku 1605. Univerzitní knihovna ve Würzburgu vlastní původní kroniku würzburských biskupů, kterou psal Lorenz Fries v letech 1574–1582. Některé erby byly převzaty i z přiloženého seznamu biskupů.

## Seznam würzburských biskupů
| Pořadí | jméno                                              | od   | do   | popis | vyobrazení                                               | erb                                                                               |
| ------ | -------------------------------------------------- | ---- | ---- | --- | -------------------------------------------------------- | --------------------------------------------------------------------------------- |
| 01     | sv. Burchard                                       | 742  | 754  | Burchard byl mnich původem z jihozápadní Anglie, od roku 738 opat kláštera Michil Statt v Rorinlacha, dnes na Michaelsbergu v Neustadt am Main. V březnu 742 byl dosazen Bonifatiem jako (nevysvěcený) biskup a potvrzen Karlomanem. Na počátku roku 754 Burchard odstoupil z úřadu a 2. února 755 zemřel. |                                                          |                                                                                   |
| 02     | sv. Megingaud                                      | 754  | 769  | Meginaud byl předtím opatem kláštera Alte Statt v Rorinlacha, dnes Neustadt am Main. Megingaud pocházel z rodu Mattonů. Coby biskup zastupoval své biskupství na různých říšských shromážděních a synodách. Na počátku roku 769 se vzdal úřadu a stáhl se do svého původního kláštera. V roce 772 inicioval císař Karel Veliký založení misijního kláštera v Neue Statt. V roce 781 byl klášter vysvěcen. V něm o dva roky později Megingaud zemřel. |                                                          | rodový erb                                                                        |
| 03     | Berovelf                                           | 769  | 794  | Berovelf byl aktivní i za hranicemi biskupství, zejména při misijní činnosti na slovanských územích a zakládání kostelů. |                                                          |                                                                                   |
|        | sv. Gumbert                                        | 794  | 795  | Gumbert byl zakladatelem a prvním opatem kláštera sv. Gumberta. Zanechal několik relikvií. Zemřel během své volby na biskupa. | mědiryt sv. Gumberta                                     |                                                                                   |
| 04     | Liutrit                                            | 795  | 802  | Liutrit pokračoval v misijní činnosti svého předchůdce na slovanských územích. Zakládání klášterů a s nimi spojené donace zatěžovaly diecézi. |                                                          |                                                                                   |
| 05     | Egilwart                                           | 802  | 809  | Také Egilwart pokračoval v misijní činnosti. Založil další kláštery. |                                                          |                                                                                   |
| 06     | Wolfgar                                            | 809  | 831  | Za Wolfgara se zlepšíly vztahy s fuldským klášterem. |                                                          |                                                                                   |
| 07     | Hunbert                                            | 832  | 842  | Hunbert se v císařské politice téměř neangažoval, svou energii věnoval rozšiřování katedrální knihovny. |                                                          |                                                                                   |
| 08     | Gozbald                                            | 842  | 855  | Gozbalda na biskupa navrhl král Ludvík II. Němec. V letech 830 - 833 byl vedoucím královské kanceláře. |                                                          |                                                                                   |
| 09     | Arn                                                | 855  | 892  | Za Arna započala rekonstrukce vyhořelé katedrály. Aktivně vystupoval na říšském sněmu a synodech. Při návratu z tažení proti Čechám byl v roce 892 se svými společníky zabit slovanskými vojáky severně od Krušných hor. |                                                          |                                                                                   |
| 10     | Rudolf I.                                          | 892  | 908  | Rudolf byl Konrádovec. Padl v boji proti Uhrám. |                                                          |                                                                                   |
| 11     | Thioto                                             | 908  | 931  | Thioto je znám pouze v říšské politice, ve Würzburku po něm nezůstaly žádné stopy. |                                                          |                                                                                   |
| 12     | Burchard II.                                       | 932  | 941  | Opat hersfeldského kláštera |                                                          |                                                                                   |
| 13     | Poppo I.                                           | 941  | 961  | Poppo pocházel z mocného rodu Babenberků. Byl králem určen jako kandidát na biskupství a stal se také jeho kancléřem. |                                                          |                                                                                   |
| 14     | Poppo II.                                          | 961  | 983  | | Mědiryt Johanna Salvera (1670–1738)                      |                                                                                   |
| 15     | Hugo                                               | 983  | 990  | Hugo se angažoval v obnově klášterů zničených v 10. století. Věnoval se zvláště Ondřejskému klášteru, jemuž přiřkl nového patrona sv. Burcharda a jeho ostatky nechal přenést do kláštera. Nynější klášter Burkhard byl nadán farnostmi a vesnicemi, které měly klášter hospodářsky zajistit. |                                                          |                                                                                   |
| 16     | Bernward                                           | 990  | 995  | Také Bernward pokračoval v obnově klášterů. Cítil se zmocněn k revokaci skutků minulých králů k obnově minulých práv. |                                                          |                                                                                   |
| 17     | Jindřich I.                                        | 996  | 1018 | Do doby biskupa Jindřicha připadá založení bamberské diecéze. To znamenalo územní změnu würzburského biskupství, které se ovšem dále rozrůstalo. Byly vytvořeny würzburské městské hradby. Jindřich bojoval s králem proti markraběti Jindřichovi Svinibrodskému. |                                                          |                                                                                   |
| 18     | Menhart I.                                         | 1018 | 1034 | Menhart byl zaneprázdněn spory mezi mohučským biskupem Aribem a papežem ohledně rozvodu Irmgard z Hammersteinu a kauzou gandersheimského kláštera. |                                                          |                                                                                   |
| 19     | Hl.Bruno                                           | 1034 | 1045 | Bruno nechal nově vystavět würzburskou katedrálu. Bruno zemřel při slavnostní hostině v souvislosti s pozůstalostí zesnulého hraběte Adalbera II. z Ebersbergu. |                                                          |                                                                                   |
| 20     | sv. Adalbert                                       | 1045 | 1085 | Adalbert dosazený jako biskup sálským císařem Jindřichem III. byl do počátku roku 1076 stoupencem sálské dynastie. V boji o investituru mezi králem Jindřichem IV. a papežem Řehořem VII., stál na Adalbert straně papeže. Na jaře 1085 byl Adalbert mohučskou synodou exkomunikován a sesazen, ale ve Würzburku věrném králi se nezdržoval již od roku 1077. Kvůli svému postoji odešel do exilu, své poslední roky strávil v klášteře Lambach. Zázraky prokázané po jeho smrti v říjnu 1090 vedly v roce 1883 k jeho svatořečení. Obrázek znázorňuje Adalbera jako plastickou figuru na jeho epitafu. | epitaf biskupa                                           |                                                                                   |
| [ 1 ]  | Menhart II.                                        | 1085 | 1088 | Menhart byl dosazen jako biskup Jindřichem IV. po sesazení Adalberta. Po svém návratu z Canossy v roce 1077 nebo 1078 jmenoval naumburského biskupa Eberharda správcem Würzburku. Eberhard zemřel poblíž Würzburgu v roce 1079 po pádu z koně. |                                                          |                                                                                   |
| 21     | Emehard                                            | 1089 | 1105 | Byl prvorozený syn hraběte Richarda Comburského. Jako biskup dosazen Jindřichem IV. Emehard byl, stejně jako Megingaud a Menhart, Mattonec. Viz erb vpravo. |                                                          | rodový erb                                                                        |
| 22     | Erlung                                             | 1105 | 1121 | Erlunga jmenovál král Jindřich IV. a jeho syn a nástupce jej potvrdil. |                                                          |                                                                                   |
| [ 1 ]  | Rupert                                             | 1105 | 1106 | Rupert byl dosazen do biskupského úřadu Jindřichem V., který vedl spor o trůn se svým otcem Jindřichem IV. Poté, co Jindřich V. spor vyhrál, potvrdil otcem jmenovaného Erlunga. |                                                          |                                                                                   |
| 23     | Rugger                                             | 1121 | 1125 | Zvolen biskupem v Münsterschwarzachu proticísařskou stranou vedenou Adalbertem I. Saarbrückenským, mohučským arcibiskupem. |                                                          |                                                                                   |
| [ 1 ]  | Gebhard z Hennebergu                               | 1121 | 1127 | Zvolen biskupem císařskou stranou, po Ruggerově smrti neuspěl a v roce 1127 se vzdal nároku. V roce 1125 mu Oldřich Bamberský věnoval rukopis Codex Udalrici. |                                                          |                                                                                   |
| 24     | Embricho                                           | 1127 | 1146 | Embrich založil několik klášterů, mj. Skotský klášter, klášter Wechterswinkel a premonstrátský klášter Oberzell. Zemřel na při návratu z diplomatické mise Konráda III. v Akvileji, kde byl také pochován. |                                                          |                                                                                   |
| 25     | Siegfried z Truhendingenu                          | 1146 | 1150 | Siegfried pocházel ze starého šlechtického francko-švábského hraběcího rodu Truhendingenů. |                                                          |                                                                                   |
| 26     | Gebhard z Hennebergu                               | 1150 | 1159 | Gebhard byl napodruhé úspěšně zvolen biskupem. Angažoval se ve volbě Bedřicha Barbarossy a byl s ním v těsném kontaktu, což Würzburku přineslo císařský hoftag a říšský sněm. |                                                          |                                                                                   |
| 27     | Jindřich II. Stühlingenský                         | 1159 | 1165 | Financování vojska pro křížové výpravy Bedřicha Rudovouse pro biskupství znamenalo značné úsilí. Královské listiny k legitimizaci nároku na knížecí titul ve Frankách byly zfalšovány. V této době se objevuje Jan Würzburský. |                                                          |                                                                                   |
| 28     | Herold z Höchheimu                                 | 1165 | 1171 | Na říšském sněmu ve Würzburku byla 10. července 1168 vydána Zlatá svoboda. Dokument sepsal protonotář Wortwin. Bedřich Barbarossa v něm potvrdil würzburskému biskupovi knížecí titul. Biskup byl nadán rozsáhlými pravomocemi, ale daleko od očekávané nadvlády starých kmenových vévodství. |                                                          |                                                                                   |
| 29     | Reginhard z Abenbergu                              | 1171 | 1186 | Reginhard pocházel ze hraběcího rodu Abenbergů. Ačkoli se téměř neangažoval v říšské politice, přímo se podílel na pádu Jindřicha Lva. |                                                          |                                                                                   |
| 30     | Gottfried I. Spitzenberský                         | 1186 | 1190 | Gottfried se vzdal úřadu biskupa řezenského (1185–1186) ve prospěch würzburského úřadu. Uspořádal křížovou výpravu ke znovudobytí Jeruzaléma. Zemřel jako mnoho dalších křižáků morovou nákazu v Antiochii. | epitaf biskupa                                           |                                                                                   |
| [ 1 ]  | Filip Švábský                                      | 1190 | 1191 | Filip, syn císaře Bedřicha Rudovouse, byl zvolen, ale v roce 1191 se vzdal úřadu. Po jeho vystoupení z duchovního stavu se stal švábským vévodou (1196–1208), markrabětem toskánským (1195–1197) a do svého zavraždění též římsko-německým králem (1198–1208) z dynastie Štaufů. ve Würzburku hat er keine Spuren hinterlassen. Obrázek znázorňuje Filipa na miniatuře v rukopise kolem roku 1200. | Miniatura kolem roku 1200                                |                                                                                   |
| 31     | Jindřich III. z Bergu                              | 1191 | 1197 | Jindřich byl v letech 1169-1172 biskupem pasovským, později proboštem ve Špýru a Bamberku, byl zvolen roku 1191 würzburským biskupem a v roce 1192 vysvěcen mohučským arcibiskupem Konrádem. V říšské politice se objevil v roce 1193 coby host císaře Jindřicha VI. ve Würzburku, kde s vévodou Leopoldem Babenberským 14. února vyjednal smlouvu o vydání anglického krále Richarda Lví srdce, jenž padl do zajetí při návratu ze třetí křížovové výpravy. |                                                          | rodový erb                                                                        |
| 32     | Gottfried II.                                      | 1197 | 1197 | Gottfried zemřel záhy po svém zvolení. |                                                          | rodový erb                                                                        |
| 33     | Konrád I. z Querfurtu                              | 1198 | 1202 | Konrád vyměnil svůj post biskupa hildesheimského (1194–1199) za würzburský, čímž otevřel cestu na würzburský biskupský stolec svým příbuzným z Lobdeburgu. Stal se obětí intrik a byl zavražděn Bodem z Ravensburgu. Nejstarší dochovaná část pevnosti Marienberg je jeho dílem. |                                                          |                                                                                   |
| 34     | Jindřich IV. Hessberský                            | 1202 | 1207 | Jindřich, s přídomkem „Caseus“, pocházel z rodu Hessberských. |                                                          | rodový erb podle Siebmachera                                                      |
| 35     | Otto I. z Lobdeburgu                               | 1207 | 1223 | Otto vedl nákladný život, což silně zatěžovalo finanční rozpočet biskupství. Jeho zásluhy spočívají v říšské politice. V roce 1212 uspěl proti pozdějšímu eichstättskému biskupovi Jindřichovi III. z Ravensburgu, jenž s podporou mohučského metropolity rozporoval právo na biskupský stolec. |                                                          |                                                                                   |
| 36     | Dětřich Homburský                                  | 1223 | 1225 | Dětřich Homburský byl pouze krátce würzburským biskupem. Pocházel z rodu Homburských, vedlejší linie pánů z Püssensheimu. Sedící Dětřich je vyobrazen, an v pravé ruce drží biskupskou berlu, v levé otevřenou knihu se slovy Pax Vobis |                                                          |                                                                                   |
| 37     | Heřman I. z Lobdeburgu                             | 1225 | 1254 | Obratnou politikou se Heřmanovi podařilo rozšířit biskupství, reorganizovat rozpočet a prosadit se proti nárokům sousedních knížat. Založil několik klášterů. |                                                          |                                                                                   |
| [ 1 ]  | Jindřich V. Leiningenský                           | 1254 | 1255 | Jindřich na základě papežské expektance obsadil Würzburg, který byl osvobozen v roce 1255. Po arbitráži se vzdal svých nároků ve Würzburku a zemřel 18. ledna 1272 jako špýrský biskup. |                                                          | rodový erb                                                                        |
| 38     | Iring z Reinstein-Homburgu                         | 1254 | 1265 | Ve sporu o biskupský stolec vynaložil Iring mnoho energie protiJindřichovi z Leiningenu. Měl podporu würzburských občanů. Jako biskup usiloval o mírové vztahy se svými sousedy a věnoval se církevním záležitostem. | Vyobrazení Iringa na pečeti                              |                                                                                   |
| [ 1 ]  | sedisvakance Otto z Lobdeburgu                     | 1265 | 1267 | Otto, coby Lobdeburk, byl v době sedisvakance kapitulním vikářem. |                                                          |                                                                                   |
| 39     | Poppo III. z Trimbergu                             | 1267 | 1271 | Poppo byl coby zvolený biskup úspěšnější než Bertold z Hennebergu. Zemřel po několika letech, kdy se jako biskup snažil prosadit svůj nárok v soudních sporech kurie. |                                                          |                                                                                   |
| [ 1 ]  | Bertold I. z Hennebergu                            | 1267 | 1274 | Sotva přestál Bertold jako protibiskup spor s Poppem z Trimbergu, napadl jeho budoucí nástupce nástupce Bertold II. jeho pozici. Oba se následně střetli se svými vojsky v roce 1266 v bitvě u Kitzingenu. Bertold se musel vzdát a v roce 1275 rezignoval. Zemřel 29. prosince 1312 jako mohučský světící biskup. |                                                          | rodový erb podle Scheiblera                                                       |
| 40     | Bertold ze Šternberka                              | 1274 | 1287 | V boji o biskupský stolec Bertold porazil Bertolda I. z Hennebergu v bitvě u Kitzingenu. Oba se nakonec shodli v urovnání. Dle ebrašské tradice byl prvním biskupem, který nechal své srdce pohřbít v klášteře Ebrach. Tomu nasvědčuje hrobka za hlavním oltářem z počátku 14. století. |                                                          | rodový erb                                                                        |
| 41     | Manegold z Neuenburgu                              | 1287 | 1303 | Manegold byl biskupem bamberským (1285–1286), úřadu se však vzdal a přestěhoval se do Würzburku. |                                                          |                                                                                   |
| 42     | Ondřej z Gundelfingenu                             | 1303 | 1313 | Ondřej podporoval krále Albrechta I. na jeho tažení proti Čechám. Vesl spory s hrabaty z Hennebergu kvůli dvojí zástavě hradu a městaSvinibrod. |                                                          | rodový erb                                                                        |
| [ 1 ]  | sedisvakance Bedřich ze Stolbergu                  | 1313 | 1314 | Kanovník Bedřich byl zřejmě po menšinově volbě Gottfrieda III. z Hohenlohe favorizován Ludvíkem Bavorským. Zemřel při kurii. Až v roce 1317 se všechny strany dohodly na volbě Gottfrieda III. |                                                          | rodový erb                                                                        |
| 43     | Gottfried III. z Hohenlohe                         | 1314 | 1322 | Ve sporu o císařský trůn mezi Ludvíkem IV. a Bedřichem I. se Gottfried postavil na stranu Bedřicha, stejně jako rod Hohenlohů a francká šlechta. | Výřez z biskupova epitafu                                | rodový erb podle Scheiblera                                                       |
| 44     | Wolfram Wolfskeel z Grumbachu                      | 1322 | 1333 | Wolfram byl jedním z mála knížat na straně papeže Jana XXII. proti Ludvíkovi Bavrskému. Později se s králem usmířil a podařilo se mu se mu také udržet dobré vztahy s papežem. | Výřez z biskupova epitafu                                | rodový erb podle Scheiblera                                                       |
| 45     | Heřman II. Hummel z Lichtenbergu                   | 1333 | 1335 | Heřman byl kancléřem císaře Ludvíka IV. Bavorského a v roce 1333 došlo k dvojvolbě společně s Ottou II. z Wolfskeelu. Coby protibiskup uspěl ve Würzburku až do své smrti, poté byl nahrazen Ottou II. |                                                          | rodový erb                                                                        |
| 46     | Otto II. z Wolfskeelu                              | 1333 | 1345 | Otto II. dosáhl značných územních zisků pro biskupství. Doba jeho vlády byla úspěšná také v duchovním ohledu: zřídil 13 nových farností, reformoval několik klášterů a zavedl úřad generálního vikáře. | epitaf biskupa                                           | rodový erb podle Siebmachera                                                      |
| 47     | Albrecht I. z Hohenbergu                           | 1345 | 1349 | Albrecht († 1359) usiloval o získání kostnického biskupského stolce. Záhy po svém würzburském úřadování se stal biskupem ve Freisingu (1349–1359). | Výřez z biskupova epitafu                                | rodový erb podle Scheiblera                                                       |
| 48     | Albrecht II. z Hohenlohe                           | 1345 | 1372 | Albrecht byl také zvolen roku 1345 a v roce 1350 se fakticky ujal biskupského úřadu. I přes všeobecnou dohodu franckého zemského míru se Albrecht se spojil se sousednímí knížaty k porážceSchlüsselberského panství. Konrád II. Schlüsselberský zemřel během obléhání jako poslední člen svého rodu. | epitaf biskupa                                           | rodový erb podle Scheiblera                                                       |
| [ 1 ]  | Withego Hildbrandi                                 | 1372 | 1372 | Withego a Albrecht III. Hessberský byli zvoleni současně. Zatímco Withego jako biskup naumburský přesídlil, bránil Albrecht svůj nárok jako protibiskup. |                                                          |                                                                                   |
| [ 1 ]  | Albrecht III. Hessberský                           | 1372 | 1376 | Albrecht a Withego Hildbrandi byli zvoleni současně. Papež Řehoř XI. zrušil volbu kapituly a předal biskupský stolec Gerhardovi Schwarzburskému. Zatímco Withego se coby biskup naumburský vzdálil, Albrecht bránil svůj nárok jako protibiskup. Teprve když Gerhard vstoupil na území s vojskem, uprchl na své statky a teprve po letech se s Gerhardem vyrovnal. Poté působil opět jako würzburský kanovník. |                                                          | rodový erb podle Siebmachera                                                      |
| 49     | Gerhard Schwarzburský                              | 1372 | 1400 | Coby vyhnaný biskup naumburský (1359–1372) přesídlil Gerhard do Würzburku. Za jeho vlády se Würzburg a další města diecéze vzbouřily, ale byly potalčeni. Veho době doutnal v zemi vnitřní konflikt. | Výřez z biskupova epitafu                                | rodový erb                                                                        |
| 50     | Jan I. z Egloffsteinu                              | 1400 | 1411 | Jan se ve francké válce měst z roku 1397 zúčastnil jako vojevůdce rozhodující bitvy u Bergtheimu. Coby bratr Konráda z Egloffsteinu byl také u porážky řádu německých rytířů v bitvě u Grunwaldu ve Východním Prusku a podílel se na mírových jednáních mezi řádem a polským králem. Společně se svými bratry byl mezi zmocněnci německého řádu v Toruni, kteří podepsali první toruňský mír. | Výřez z biskupova epitafu                                | rodový erb podle Scheiblera                                                       |
| 51     | Jan II. z Brunnu                                   | 1411 | 1440 | Za Jana se zvýšilo zadlužení diecéze, což vedlo ke snaze kapituly nahradit ho koadjutory. Podílel se na obraně říše před útoky husitů. | Výřez z biskupova epitafu                                | rodový erb                                                                        |
| 52     | Zikmund Saský                                      | 1440 | 1443 | Zikmund očekávaný jako posel naděje vnesl do biskupství nový problém: Zikmund se v očekávání, že saský kurfiřtský rod rozšíří vliv do würzburského biskupství, choval velmi nezvykle a při prosazování svých zájmů se spojil s markrabětem Albrechtem Achillem. Narůstající vnitřní i zahraniční tlak jej nakonec přiměl abdikovat. Zemřel v exilu 24. prosince 1471. Byl pohřben v knížecí hrobce míšeňské katedrály. | epitaf biskupa                                           | rodový erb                                                                        |
| 53     | Gottfried IV. Schenk z Limpurgu                    | 1443 | 1455 | Gottfried začal s konsolidací státního rozpočtu a ve válečné době vedl biskupství relativně bez úhony. | Výřez z biskupova epitafu                                | rodový erb                                                                        |
| 54     | Jan III. z Grumbachu                               | 1455 | 1466 | Jan byl zastáncem meče místo biskupské berly. Zaujal opačný postoj vůči svému předchůdci a zapletl se do mnoha sporů a konfliktů se sousednímí knížectvími. | Výřez z biskupova epitafu                                | biskupský erb v Ingeramově kodexu                                                 |
| 55     | Rudolf II. ze Scherenbergu                         | 1466 | 1495 | Rudolf byl považován za moudrého správce, který splácel dluhy a dal do zástavy majetek a úřady a nové získal. Uspěl proti Hansi Böhmovi, za nímž přicházely tisíce sedláků jako poutníci do Niklashausenu. Hans Böhm skončil na hranici a obrovský dav se rozešel relativně pokojně. Epitaf od Tilmana Riemenschneidera zobrazuje biskupovu tvář starého muže detailně a neidealizovaně. | Výřez z biskupova epitafu                                | rodový erb                                                                        |
| 56     | Vavřinec z Bibry                                   | 1495 | 1519 | Vavřinec byl v kontaktu s významnými osobnostmi své doby, mj. s Martinem Lutherem a Johannesem Trithemiusem. Na rozdíl od jeho předchůdce ho epitaf od Tilmana Riemenschneiderse zachycuje idealizovaně v pozdněgotickém, stylu. | Výřez z biskupova epitafu                                | polepšený erb knížete-biskupa jako vitráž kostela sv. Lva v Bibře                 |
| 57     | Konrád II. Durynský                                | 1519 | 1540 | Selská válka v Konrádově době zuřila silně na území biskupství. Jen s pomocí Švábského spolku se uprchlému biskupovi podařilo znovudobýt Würzburk. Ve francké válce vedl kampaň za své příbuzné v Reussenburku. Lorenz Fries byl jedním z jeho rádců, podporoval jeho dva nástupce a je znám jako autor historických kronik. Obrázek znázorňuje biskupa na mědirytu Johanna Octaviana Salvera (1670–1738). | Rytina Johanna Salvera z 18. století                     | rodový erb podle Scheiblera                                                       |
| 58     | Konrád III. z Bibry                                | 1540 | 1544 | Konrád byl v konfliktu se svými duchovními, opakovaně se pokoušel získat biskupské svěcení. | portrét biskupa                                          | rodový erb podle Siebmachera                                                      |
| 59     | Melchior Zobel z Giebelstadtu                      | 1544 | 1558 | Melchior se stal obětí potyčky s Vilémem z Grumbachu, který se později objevil také v Grumbachově kauze. | Medaile s portrétem biskupa (medailér: Joachim Deschler) | rodový erb podle Siebmachera                                                      |
| 60     | Bedřich z Wirsbergu                                | 1558 | 1573 | Bedřich pronásledoval vrahy svého předchůdce do Francie. | Výřez z biskupova epitafu                                | kníže-biskupský erb na minci z roku 1569 rodový erb podle Scheiblera              |
| 61     | Julius Echter z Mespelbrunnu                       | 1573 | 1617 | Julius byl energickým zastáncem protireformace. Založil mnoho kostelů. Při Fuldském jednání byl sesazen Baltazar z Dernbachu a Julius převzal roli administrátora fuldského knížecího opatství. Ke zděšení papeže Řehoře XIII. se výrazně zvýšil početčarodějnických procesů na území diecéze. Obrázek znázorňuje biskupa na malbě z roku 1586. | Dobový portrét biskupa z roku 1586                       | biskupský erb na nástropní malbě kostela v Aubu                                   |
| 62     | Jan Gottfried I. z Aschhausenu                     | 1617 | 1622 | Jan Gottfried, také kníže-biskup bamberský (1609–1622), do historie vstoupil jako fanatický pronásledovatel čarodějnictví. Za jeho vlády nabyly perzekuce dramatických rozměrů. | Výřez z biskupova epitafu                                | biskupský erb ve Würzburku rodový erb podle Siebmachera                           |
| 63     | Filip Adolf z Ehrenbergu                           | 1623 | 1631 | Za vlády Filipa Adolfa pokračovaly čarodějnické procesy. Stál také za tvrdou rekatolizací. | Filip Adolf z Ehrenbergu                                 | rodový erb podle Siebmachera                                                      |
| 64     | František z Hatzfeldu                              | 1631 | 1642 | František byl zároveň knížetem-biskupem bamberským (1633–1642). Za třicetileté války Švédové obsadili Bamberk a František byl nucen uprchnout do Kolína nad Rýnem. Švédský kancléř Axel Oxenstierna v roce 1633 dal vévodovi Bernardu Sasko-Výmarskému v léno würzburské a bamberské biskupství. Obě biskupství měla být trvale sloučena pod názvem "Vévodství Franky". Po porážce u Nördlingen byl Švédové vyhnáni a František s v roce 1634 vrtátil z exilu. | František z Hatzfeldu                                    | rodový erb                                                                        |
| 65     | Jan Filip I. ze Schönbornu                         | 1642 | 1673 | V době třicetileté války pro své biskupství vyjednával ústupky u jednotlivých válečných stran. Díky obezřetnosti při vyjednávání Westfálského míru získal také úřadarcibiskupa mohučského (1647–1673) a později také biskupa wormského (1663–1673). Byl jedním z prvních knížat, kteří na svém území zakázali čarodějnické procesy. Byl taktéž relativně tolerantní vůči protestantismu a staral se o konvertity. Jeho obrázek je z korunovačního deníku z roku 1658. | dobový tisk z roku 1658                                  | rodový erb                                                                        |
| 66     | Jan Hartman z Rosenbachu                           | 1673 | 1675 | Jan Hartman byl v úřadu jen několik let. V době jeho úřadování za francouzsko-holandské války vpadli Francouzi vedení Henrim de La Tour d’Auvergne do biskupství, byli však zatlačeni maršálem Raimundem Montecuccolim. | Dobový portrét biskupa                                   | rodový erb podle Siebmachera                                                      |
| 67     | Petr Filip z Dernbachu                             | 1675 | 1683 | Petr Filip byl s podporou papeže a císaře také knížetem-biskupem bamberským (1672–1683). Podařilo se mu přeměnit panství Wiesentheid na říšské hrabství a podřídit ho svému synovci. | Dobový portrét biskupa                                   | erb knížete-biskupa bamberského (1672–1683) a würzburského (1674–1683)            |
| 68     | Konrád Vilém z Wernau                              | 1683 | 1684 | Konrád Vilém byl v úřadu jen krátce. Zemřel před papežským potvrzením. Obrázek znázorňuje biskupa na mědirytu od Johanna Salvera (1670–1738). | Rytina Johanna Salvera z 18. století                     | rodový erb podle Scheiblera                                                       |
| 69     | Jan Gottfried II. z Guttenbergu                    | 1684 | 1698 | Ve falcké válce (1688–1697) přerušil biskup spojenectví s Franckým krajem a vstoupil do aliance s císařem a jemu poskytl vojsko. Byl zakladatelem bratrstva „Maria Hilf“ a rozvinul čilý stavební ruch. | dobový rytina                                            | rub mince s biskupským erbem                                                      |
| 70     | Jan Filip II. z Greiffenclau na Vollraths          | 1699 | 1719 | Jan Filip II. usiloval o důkladnou konsolidaci hospodaření biskupství a reorganizaci správy. Inicioval v nebývalé míře výstavbu správních budov. V době války o španělské dědictví (1701–1714) se mu díky úspěšné politice podařilo vyhnout velkým škodám. V umění představuje počátek skutečné „barokizace“ Würzburku. Vtiskl rozhodující podobu městu a záměrně vytvářel podněty k následování. Po dokončení věže Neubaukirche, nově zřízeného knížecího Juliova špitálu se zahradním pavilonem, kupole Neumünsteru s průčelím ad. Všechny projekty svěřil architektovi Josephu Greissingovi. Díky slohovému vlivu architekta Greissinga je tato epocha ve würzburské architektuře označována jako "greissinské období". | Jan Filip z Greiffenclau Vollraths                       | rodový erb podle Siebmachera                                                      |
| 71     | Jan Filip František ze Schönbornu                  | 1719 | 1724 | Jan Filip František pocházel z vlivného rodu Schönbornů. Byl synovcem mohučského arcibiskupa Lotara Františka ze Schönbornu, jehož tři bratři byli taktéž biskupy, mj. též pozdější würzburský biskup Jan Filip František ze Schönbornu. Jan Filip František byl u obyvatelstva krajně neoblíbený. V roce 1720 položil základní kámen Würzburské biskupské rezidence a v roce 1721 nechal v katedrále vybudovat Schönbornskou kapli jako rodovou hrobku. Oba projekty navrhl a provedl architekt Jan Baltazar Neumann v součinnosti s dalšími významnými architekty a umělci. | 183x183pixelů portrét biskupa                            | rodový erb                                                                        |
| 72     | Kryštof František z Huttenu                        | 1724 | 1729 | Ve srovnání s dalším kandidátem Bedřichem Karlem ze Schönbornu s rysy absolutismu byl Kryštof František považován za lidového, neboť pocházel ze franckého rytířského rodu a podporoval uctívání Panny Marie. Realizoval také velké stavební projekty ve spolupráci s Janem Balthasarem Neumannem. To si vyžádalo zvýšení daní a užití nástrojů merkantilismu. | Výřez z biskupova epitafu                                | rodový erb podle Siebmachera                                                      |
| 73     | Bedřich Karel ze Schönborn-Buchheimu               | 1729 | 1746 | Bedřich Karel ve funkci knížete-biskupa bamberského (1729–1746) vystřídal svého strýce Lotara Františka ze Schönbornu a krátce nato převzal také würzburský úřad. Bedřich Karel se v nebývalé míře angažoval jako stavebník a mecenáš, navázal na hospodářské a umělecké podněty. Jeho reformy a podpora vědy měly osvícenský charakter. | portrét biskupa                                          | rodový erb                                                                        |
| 74     | Anselm František z Ingelheimu                      | 1746 | 1749 | Anselm František byl jen krátce v úřadu. V mnoha akcentech se snažil vymezit vůči vlivu Schönbornů. | portrét biskupa                                          | rub mince z roku 1748 s biskupským erbem                                          |
| 75     | Karel Filip z Greiffenclau zu Vollrads             | 1749 | 1754 | Karel Filip byl synovcem bývalého würzburského biskupa Jana Filipa II. z Greiffenclau. Navázal na mecenát rodu Schönbornů coby propagátor vědy a stavebními aktivitami, kde zaměstnával významné umělce. Mimo osvědčeného Jana Balthasara Neumanna zadával zakázky také Johannu Zickovi a Antoniu Giuseppu Bossimu, především však do Würzburku pozval Giovanniho Battistu Tiepola. V roce 1749 byl na území diecéze proveden poslední čarodějnický proces. Obrázek znázorňuje portrét Karla Filipa na nástropní malbě odGiovanniho Battisty Tiepola ve Würzburské rezidenci. | vyobrazení biskupa na nástropní malbě                    | rodový erb podle Siebmachera                                                      |
| 76     | Adam Bedřich ze Seinsheimu                         | 1755 | 1779 | Adam Bedřich se krátce po svém zvolení stal v personální unii též knížetem-biskupem bamberským (1757–1779). V sedmileté válce uzavřel spojenectví s Rakouskem, což mělo za následek pruské vpády. V oblasti hospodářství usiloval o rozvoj vnitrozemské lodní dopravy (výstavba lodního jeřábu) a zakládání manufaktur. V roce 1762 zavedl všeobecnou školní docházku. Dokončil výstavbu baziliky Čtrnácti svatých pomocníků. Obrázek jej znázorňuje na konvenčním tolaru z roku 1764. | Dobová malba                                             | biskupský erb v Bamberku portrét a biskupský erb na konvenčním tolaru z roku 1764 |
| 77     | František Ludvík z Erthalu                         | 1779 | 1795 | František Ludvík byl současně též knížetem-biskupem bamberským (1779–1795). Byl osvíceným biskupem, v Bamberku nechal zřídit první moderní špitál a zavedl první veřejné sociální pojištění. Bamberská univerzita byla rozšířena o katedru zvěrolékařství. Obrázek znázorňuje jeho portrét na líci 20krejcarové mince z roku 1785. | Mince z roku 1785 s biskupovým portrétem                 | biskupský erb v Absbergu                                                          |
| 78     | Jiří Karel z Fechenbachu                           | 1795 | 1808 | Jiří Karel se jako poslední z würzburských knížat-biskupů v roce 1802 potýkal se sekularizací. V Lunévillské mírové dohodě bylo dojednáno zrušení duchovních knížectví a krátce nato bavorská armáda vstoupila na území diecéze. Jiří Karel bránil své pravomoci a zároveň vystřídal svého strýce Kryštofa Františka z Busecku ve funkci koadjutora v Bamberku (1805–1808). Po uzavření Prešpurského míru připadlo někdejší Würzburské vévodství na toskánského velkovévodu Ferdinanda III. Řediteli nově založeného vikariátu, světícímu biskupovi Gregoru Zirkelovi, se podařilo vydobýt na velkovévodovi řadu ústupků. Poté území připadlo zpět Bavorsku.                                                               | Výřez z biskupova epitafu                                | biskupský erb                                                                     |
| [ 1 ]  | sedisvakance Jan František Schenk ze Stauffenbergu | 1808 | 1818 | Po smrti Jiřího Karla z Fechenbachu již volbu nového biskupa neprováděla kapitula. Proto papež Pius VII. ustanovil Jana Františka Schenka ze Stauffenbergu kapitulním vikářem. |                                                          |                                                                                   |
| Pořadí | sufragánní biskup                                  | od   | do   | popis | portrét                                                  | erb                                                                               |
| 79     | Friedrich Groß zu Trockau                          | 1818 | 1840 | Adam Friedrich Freiherr von Groß zu Trockau byl nejprve apoštolským vikářem v Bamberku (1812–1818) a poté uspěl proti dalším kandidátům, která byla kvůli sekularizace velmi vypjatá. Vynaložil velké úsilí na reorganizaci biskupství, přičemž svou pozornost soustředil zejména posílení kněžského semináře. | Výřez z biskupova epitafu                                | rodový erb podle Siebmachera                                                      |
| 80     | Georg Anton von Stahl                              | 1840 | 1870 | Georg Anton byl prvním měšťanským biskupem. I jemu, stejně jako jeho nástupcům do roku 1924 byl ke jménu udělen osobní predikát „von“. V době jeho úřadování se na würzburském území vytvořily spolky Caritas: téměř každá katolická rodina v té době byla organizována v křesťanském sdružení. V roce 1848 se konala první Německá biskupská konference ve Würzburku. Na prvním vatikánském koncilu diplomaticky odmítl podepsat návrh dogmatu neomylsnosti, který v Německu přiživilkulturkampf. Krátce poté na koncilu zemřel. | Obrázek z roku 1848 Výřez z biskupova epitafu            | erb na průčelí Bonifácovy kaple v Bad Neustadt a.d. Saale                         |
| 81     | Johann Valentin von Reißmann                       | 1870 | 1875 | Doba úřadování Johanna Valentina byla ve znamení kulturního boje. Ačkoli Bavorsko nebylo přímo zasaženo, přijal Würzburský kněžský seminář duchovní z jiných biskupství, mj. také den pozdějšímu kardinála Adolf Bertram. | Výřez z biskupova epitafu                                |                                                                                   |
| [ 1 ]  | sedisvakance Ambrosius Käß                         | 1876 | 1878 | Bez dohody s kurií jmenoval král Ludvík II. převora karmelitánského kláštera Ambrosia za nástupce zesnulého biskupa Johanna Valentina von Reißmann. Poté, co papež Lev XIII. oznámil, že jeho jmenování nebude akceptovat, požádal krále o stažení svého jmenování. |                                                          |                                                                                   |
| 82     | Franz Joseph von Stein                             | 1878 | 1898 | Král Ludvík II. opět bez konzultace s kurií určil Franze Josepha. Ten se následně stal také arcibiskupem mnichovským a freisinským (1897–1909). | Fotografie biskupa                                       | biskupský erb                                                                     |
| 83     | Ferdinand von Schlör                               | 1898 | 1924 | Počínaje katolickou enklávouWolfmannshausen, o kterou pečovala würzburská diecéze a coby jediná farnost ležící v Sasku-Meiningensku, se katolická obec rozšířila také do sousedního Meiningenu a Hildburghausenu. K rozvoji došlo také v sousedním Bamberku a Paderbornu, takže dosavadní kuráti byli povýšeni na farnosti a v Meiningenu byl vytvořen biskupský komisariát. Podporoval ve své době nepohodlného Hermana Schella. | Fotografie biskupa                                       | biskupský erb                                                                     |
| 84     | Matthias Ehrenfried                                | 1924 | 1948 | Matthias Ehrenfried byl znám svým odbojem proti nacionálnímu socialismu. Po převzetní moci nacisty vzrostlo napětí mezi církví a státní mocí. Zatímco biskup veřejně hájil své pozice a snažil se chránit kněží, totalitní státní aparát zvýšil svůj tlak. V roce 1941 proběhl útok na kláštery a opatství Münsterschwarzach bylo uzavřeno. Mnoho kněží bylo odvlečeno mj. do KT Dachau, kde mnozí přišli o život. | Fotografie biskupa                                       | biskupský erb                                                                     |
| 85     | Julius Döpfner                                     | 1948 | 1957 | Doba úřadování Julia Döpfnera začala ve zcela zničeném městě, kde ke konci války žilo jen asi 6000 osob. Zničené kostely byly nejprve nouzově upraveny pro bohoslužby. Obnova würzburské katedrály trvala do konce 50. let. Usiloval o výstavbu bytů ve zničeném městě a pro tento účel založil v roce 1949 nadaci St.-Bruno-Werk. Julius Döpfner byl následně také biskupem berlínským (1957–1961), arcibiskupem mnichovským a freisinským (1961–1976), předsedou Německé biskupské konference (1965–1976) a kardinálem (1958–1976). | Fotografie biskupa                                       | biskupský erb                                                                     |
| 86     | Josef Stangl                                       | 1957 | 1979 | * 12. března 1907 v Kronachu, 16. března 1930 vysvěcen na kněze, 27. června 1957 jmenován würzburským biskupem, konsekrován 12. září 1957, em. 8. ledna 1979; † 8. dubna 1979. | Fotografie biskupa                                       | biskupský erb                                                                     |
| 87     | Paul-Werner Scheele                                | 1979 | 2003 | * 6. dubna 1928 v Olpe, 29. března 1952 v Paderbornu vysvěcen na kněze, 20. ledna 1975 jmenován světícím biskupem v Paderbornu. Konsekrován 9. března 1975 titulárním biskupem von Druas, 31. srpna 1979 würzburským biskupem, em. 14. července 2003; † 10. května 2019. |                                                          | biskupský erb                                                                     |
| 88     | Friedhelm Hofmann                                  | 2004 | 2017 | * 12. května 1942 v Kolíně nad Rýnem-Lindenthalu, 3. února 1969 v Kolíně nad Rýnem vysvěcen na kněze, 25. července 1992 jmenovánsvětícím biskupem v Kolíně nad Rýnem, 13. září 1992 vysvěcen titulárním biskupem von Taddua, 25. června 2004 würzburským biskupem, em. 18. září 2017. | Fotografie biskupa                                       | biskupský erb                                                                     |
| 89     | Franz Jung                                         | 2018 |      | * 4. června 1966 v Mannheimu, 10. října 1992 v Římě vysvěcen na kněze pro špýrskou diecézi, 28. listopadu 2008 zvolen kanovníkem špýrské císařské katedrály a 16. prosince 2008 jmenován generálním vikářem, 16. února 2018 würzburským biskupem berufen, biskupské svěcení 10. června 2018. | biskup Franz Jung                                        | biskupský erb                                                                     |